# Craspedostethus
Craspedostethus is een geslacht van kevers uit de familie  
kniptorren (Elateridae).
Het geslacht is voor het eerst wetenschappelijk beschreven in 1898 door Otto Schwarz. Schwarz noemde het geslacht eerst Craspedonotus, maar deze naam bleek reeds in gebruik en hetzelfde jaar nog veranderde hij de naam in Craspedostethus. Schwarz beschreef samen met het nieuwe geslacht Craspedonotus de soorten Craspedonotus rufiventris, Craspedonotus semirufus en Craspedonotus minutissimus die alle drie waren aangetroffen in Kameroen, dat toen een Duits koloniaal gebied was.

## Soorten
Het geslacht omvat de volgende soorten:
- Craspedostethus antennalis Cate, Platia & Schimmel, 2002
- Craspedostethus aspalax (Candèze, 1860)
- Craspedostethus bicoloratus (Cobos, 1970)
- Craspedostethus buettikeri Platia & Schimmel, 1997
- Craspedostethus dilutus (Erichson, 1840)
- Craspedostethus flavescens Chassain, 1979
- Craspedostethus iranicus Platia & Gudenzi, 1999
- Craspedostethus linnavuorii Platia & Gudenzi, 1999
- Craspedostethus longicornis Cate, Platia & Schimmel, 2002
- Craspedostethus minutissimus Schwarz, 1898
- Craspedostethus mombasanus (Fleutiaux, 1935)
- Craspedostethus myrrhilegius Wurst, Schimmel & Platia, 2001
- Craspedostethus ocularis (Cobos, 1970)
- Craspedostethus permodicus (Faldermann, 1835)
- Craspedostethus rufiventris (Schwarz, 1898)
- Craspedostethus rugatus (Fleutiaux, 1935)
- Craspedostethus saudianus Chassain, 1979
- Craspedostethus schusteri (Schwarz, 1897)
- Craspedostethus semirufus Schwarz, 1898
- Craspedostethus stali (Candèze, 1878)
- Craspedostethus tellinii (Fleutiaux, 1903)
- Craspedostethus turkanus (Fleutiaux, 1935)
- Craspedostethus walterrossii Riese, 1994